# Lars-Ole Walburg

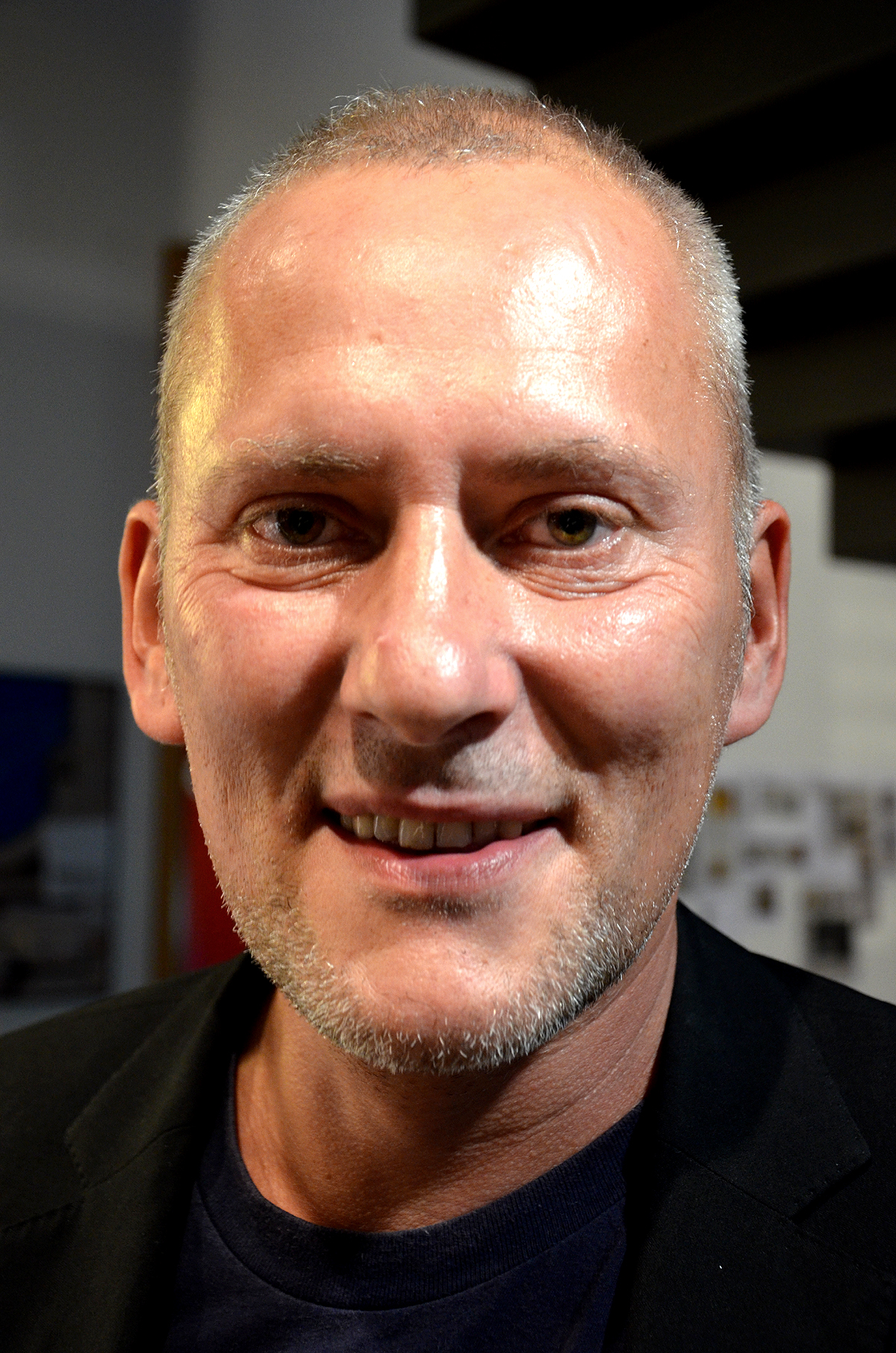
Lars-Ole Walburg, hier 2013 nach einer Arbeit für Michelangelo Pistoletto zur Eröffnung der Ausstellung der schein in der Kestnergesellschaft

Lars-Ole Walburg, geb. Ulbricht (* 14. Januar 1965 in Rostock) ist ein deutscher Dramaturg, Theaterregisseur und Intendant.

## Leben
Von 1986 bis 1987 war Walburg Volontär beim Deutschen Fernsehfunk. 1989 konnte er aus der Deutschen Demokratischen Republik ausreisen, weil die Westdeutsche C. Walburg ihn heiratete. Von 1989 bis 1992 studierte er Theaterwissenschaft und Germanistik an der Freien Universität Berlin. 1992 gründete er zusammen mit Stefan Bachmann, Ricarda Beilharz, Tom Till und Thomas Jonigk das Theater Affekt. Von 1996 bis 1998 war er Dramaturg und Regisseur am Deutschen Schauspielhaus Hamburg. Ab 1998 b war er stellvertretender Schauspieldirektor und Chefdramaturg am Theater Basel, bis er 2003 Schauspieldirektor wurde. Seine Tätigkeit in Basel endete 2006. Von der Spielzeit 2009/10 bis 2018/19 war Walburg regieführender Intendant am Schauspiel Hannover.
Er inszenierte unter anderem an der Volksbühne Berlin, am Düsseldorfer Schauspielhaus, an den Münchner Kammerspielen, am Burgtheater Wien und am Schauspielhaus Zürich.
1992 erhielt Walburg den Adolf-Grimme-Preis für das Kulturmagazin KAOS. 1999 wurde er in der Kritikerumfrage der Zeitschrift Theater heute zum Nachwuchsregisseur des Jahres gewählt. 2000 wurde er zum Berliner Theatertreffen eingeladen.
Walburg hat zwei Töchter mit seiner Ehefrau der Dramaturgin Judith Gerstenberg.

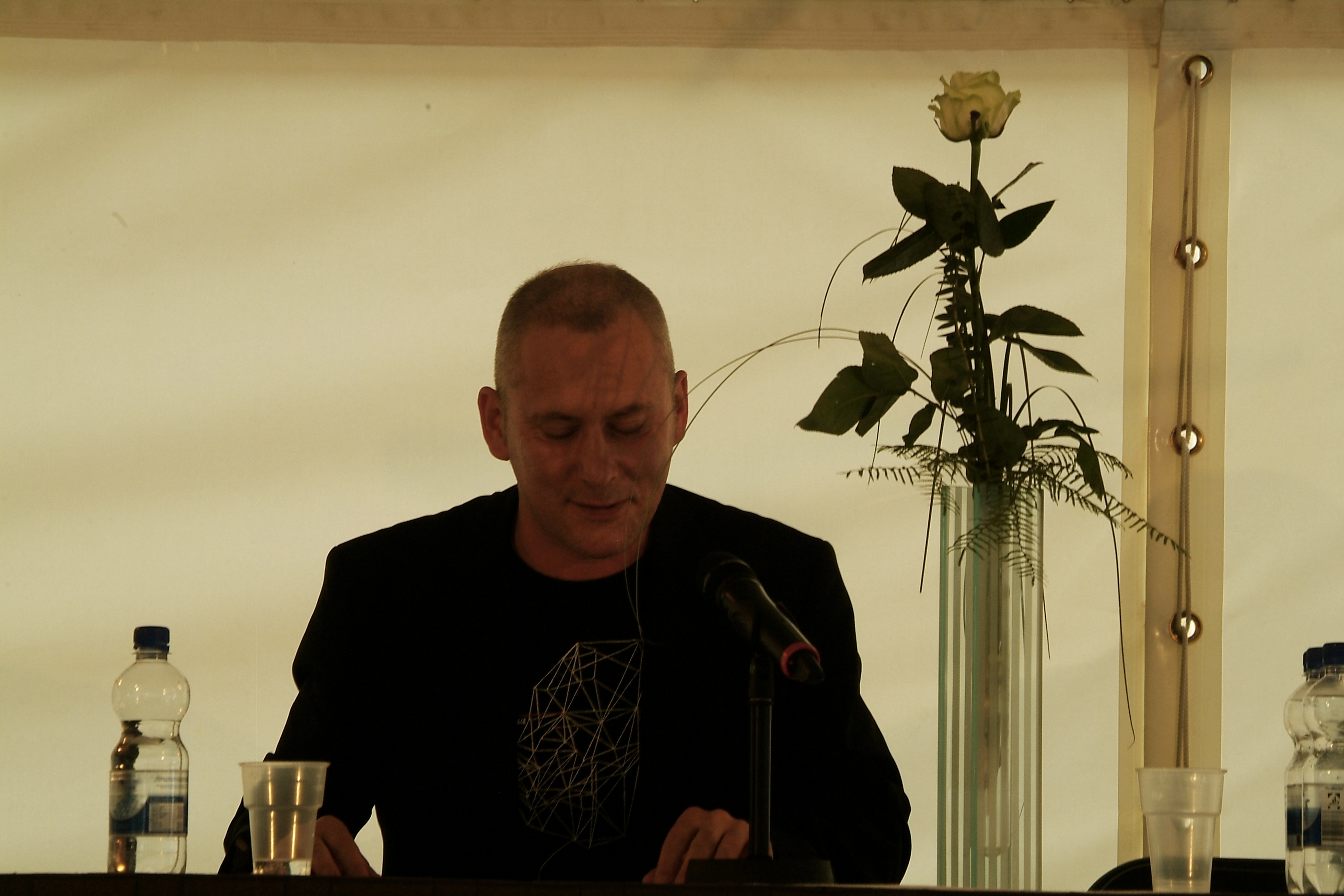
Walburg las 2012 auf der Veranstaltung Hannover im Wort zur Bücherverbrennung in Hannover

## Inszenierungen
- 1999: Ein Volksfeind von Henrik Ibsen, Theater Basel (Einladung zum Berliner Theatertreffen 2000)
- 2000: Die Räuber von Friedrich von Schiller, Theater Basel
- 2000: Erreger von Albert Ostermaier (Uraufführung), Schauspiel Hannover
- 2002: Tod eines Handlungsreisenden von Arthur Miller, Theater Basel
- 2002: Dantons Tod von Georg Büchner, Münchner Kammerspiele
- 2004: Die Odyssee nach Homer, Theater Basel
- 2004: Antigone von Sophokles, Münchner Kammerspiele
- 2004: Stiller nach Max Frisch von Lars-Ole Walburg, Theater Basel
- 2005: Die Dreigroschenoper von Bertolt Brecht, Theater Basel
- 2005: Hamlet von William Shakespeare, Münchner Kammerspiele
- 2005: Das goldene Vließ von Franz Grillparzer, Theater Basel
- 2006: Der Kirschgarten von Anton Tschechow, Münchner Kammerspiele
- 2006: Othello von William Shakespeare, Schauspiel Hannover
- 2007: Die Probe von Lukas Bärfuss (Uraufführung), Münchner Kammerspiele
- 2007: Schwarze Jungfrauen von Feridun Zaimoglu und Günter Senkel, Burgtheater Wien
- 2007: Die Orestie von Aischylos, Düsseldorfer Schauspielhaus[6]
- 2008: Schnee von Orhan Pamuk, Münchner Kammerspiele[7]
- 2008: Kaspar Häuser Meer von Felicia Zeller, Münchner Kammerspiele[8]
- 2018: Es geht uns gut von Andreas Jungwirth und Lars-Ole Walburg nach dem gleichnamigen Roman von Arno Geiger, Burgtheater Wien
- 2009: Wolokolamsker Chaussee und Das Leben der Autos von Heiner Müller und Ilja Ehrenburg, Schauspiel Hannover[3]
- 2009: Der Kirschgarten von Anton Tschechow, Schauspiel Hannover
- 2010: Parzival nach Wolfram von Eschenbach von Lukas Bärfuss, Schauspiel Hannover[9]
- 2010: Der goldene Drache von Roland Schimmelpfennig, Schauspiel Hannover
- 2010: Die Panne von Friedrich Dürrenmatt, Schauspielhaus Zürich[10]
- 2010: Schwarze Jungfrauen von Feridun Zaimoglu und Günter Senkel, Schauspiel Hannover[11]
- 2011: Die Reise nach Petuschki von Wenedikt Jerofejew, Schauspiel Hannover
- 2011: Heinrich von Kleist oder Die Gebrechlichkeit der Welt, Schauspiel Hannover
- 2011: Staatsfeind Kohlhaas von István Tasnádi nach Heinrich von Kleist, Schauspiel Hannover[12]
- 2011: Der Silbersee von Georg Kaiser, Schauspiel Hannover[13]
- 2012: Zwanzigtausend Seiten von Lukas Bärfuss (Uraufführung), Schauspielhaus, Zürich
- 2012: Nora von Henrik Ibsen, Schauspiel Hannover[14]
- 2012: Tod und Wiederauferstehung der Welt meiner Eltern in mir von Nis-Momme Stockmann (Uraufführung), Schauspiel Hannover[15]
- 2013: Tolstoi. Licht und Finsternis nach Lew Nikolajewitsch Tolstoi, Schauspiel Hannover[16]
- 2013: Bekenntnisse des Hochstaplers Felix Krull von Thomas Mann, Schauspielhaus Zürich[17]
- 2013: Das Wirtshaus im Spessart von Wilhelm Hauff, Schauspiel Hannover[18]
- 2014: Corpus Delicti von Juli Zeh, Schauspiel Hannover[19]
- 2015: Wie ich Johnny Depps Alien-Braut abschleppte von Gary Ghislain, Schauspiel Hannover[20]
- 2015: Perplex von Marius von Mayenburg, Schauspiel Hannover[21]
- 2016: Amerikanisches Detektivinstitut Lasso von Nis-Momme Stockmann, Schauspiel Hannover[22]
- 2016: Rocko und seine Brüder nach dem Film von Luchino Visconti, Schauspiel Hannover, Ruhrfestspiele Recklinghausen[23]
- 2017: Die Nacht von Lissabon von Erich Maria Remarque, Schauspiel Hannover[24]
- 2017: Hool nach dem Roman von Philipp Winkler, Schauspiel Hannover, Ruhrfestspiele Recklinghausen[25]
- 2018: Das siebte Kreuz von Anna Seghers, Theater Oberhausen[26]
- 2018: Der schwarze Obelisk von Erich Maria Remarque, Schauspiel Hannover[27]
- 2019: heiner 1-4 (engel fliegend, abgelauscht) von Fritz Kater, Berliner Ensemble[28]
- 2020: Leben das Galilei von Bertolt Brecht, Schauspielhaus Düsseldorf[29]
- 2020: antigone. ein requiem von Thomas Köck, Wiener Akademietheater[30]
- 2022: Auf Wache von Dirk Laucke, Staatstheater Kassel[31]
- 2023: Merlin oder das wüste Land von Tankred Dorst, Mitarbeit Ursula Ehler, Schauspiel Essen[32]
- 2023: Singletreff von Dirk Laucke, Staatstheater Kassel[33]
- 2024: Vor dem Fest von Saša Stanišić, Schauspiel Hannover[34]

## Auszeichnungen
- 1992: Adolf-Grimme-Preis für KAOS – das andere Kulturmagazin
- 1999: Nachwuchsregisseur des Jahres in der Kritikerumfrage der Zeitschrift Theater heute